# Pidonia satoi
Pidonia satoi là một loài bọ cánh cứng trong họ Cerambycidae.